# Ріо-Осо (Каліфорнія)
Ріо-Осо (англ. Rio Oso) — переписна місцевість (CDP) в США, в окрузі Саттер штату Каліфорнія. Населення — 372 особи (2020).

## Географія
Ріо-Осо розташоване за координатами 38°57′6″ пн. ш. 121°31′52″ зх. д. / 38.95167° пн. ш. 121.53111° зх. д. (38.951757, -121.531037).  За даними Бюро перепису населення США в 2010 році переписна місцевість мала площу 16,92 км², уся площа — суходіл.

## Демографія
Згідно з переписом 2010 року, у переписній місцевості мешкало 356 осіб у 124 домогосподарствах у складі 94 родин. Густота населення становила 21 особа/км².  Було 140 помешкань (8/км²).
Расовий склад населення:
| - 77,0 % — білих - 7,3 % — азіатів - 2,0 % — корінних американців - 1,4 % — чорних або афроамериканців - 0,3 % — вихідців з тихоокеанських островів - 9,0 % — осіб інших рас |

До двох чи більше рас належало 3,1 %. Частка іспаномовних становила 14,9 % від усіх жителів.
За віковим діапазоном населення розподілялося таким чином: 23,9 % — особи молодші 18 років, 60,7 % — особи у віці 18—64 років, 15,4 % — особи у віці 65 років та старші. Медіана віку мешканця становила 42,2 року. На 100 осіб жіночої статі у переписній місцевості припадало 103,4 чоловіків;  на 100 жінок у віці від 18 років та старших — 103,8 чоловіків також старших 18 років.
Середній дохід на одне домашнє господарство  становив 105 638 доларів США (медіана — 70 357), а середній дохід на одну сім'ю — 122 706 доларів (медіана — 96 458). За межею бідності перебувало 9,7 % осіб, у тому числі 0,0 % дітей у віці до 18 років та 10,6 % осіб у віці 65 років та старших.
Цивільне працевлаштоване населення становило 220 осіб. Основні галузі зайнятості: освіта, охорона здоров'я та соціальна допомога — 32,7 %, виробництво — 12,7 %, роздрібна торгівля — 11,4 %, будівництво — 10,5 %.